# Vladimír Ondruš
Vladimír Ondruš (* 23. května 1942 Bratislava) je slovenský politik, po sametové revoluci jeden z předáků hnutí Verejnosť proti násiliu, poslanec Slovenské národní rady a místopředseda slovenských vlád v rámci federace.

## Život

### Mládí
Jeho otec byl v roce 1957 odsouzen za podvracení republiky, matka následně přišla o zaměstnání, jeho dvě starší sestry byly vyloučeny ze studia na vysoké škole. Po maturitě se živil jako dělník a technik.
Studoval ekonomiku stavebnictví na Stavební fakultě Slovenské vysoké školy technické v Bratislavě, kam byl přijat až na potřetí. Po studiích pracoval ve stavebních a obchodních podnicích a zabýval se problémy ekonomických nástrojů ochrany životního prostředí. Při řešení výzkumných úkolů se dostal do kontaktu s českými ekology Josefem Vavrouškem a Bedřichem Moldanem.
V 80. letech se zapojil do činnosti bratislavských ochranářů, stal se funkcionářem Městské organizace Slovenského svazu ochránců přírody a krajiny. Přes tyto aktivity ochranářů se dostal i do epicentra sametové revoluce.

### Listopad 1989
V období listopadu 1989 byl členem Koordinačního výboru VPN. 29. listopadu 1989 se účastnil společné porady VPN a českého Občanského fóra, kde se formálně rozhodlo o tom, že VPN je výlučným představitelem občanského hnutí na Slovensku a že obě republiková hnutí budou úzce spolupracovat, přičemž cílem je demokratická československá federace.
Následně působil ve funkci místopředsedy v prvních polistopadových vládách Slovenska v rámci federace. Ve vládě Milana Čiče působil od 12. prosince 1989 do 26. června 1990 na pozici místopředsedy pro životní prostředí jako nominant VPN.
Od dubna 1990 byl i prvním předsedou nově zřízené Slovenské komise pro životní prostředí, pozdějšího ministerstva životního prostředí. V prvních svobodných volbách na Slovensku v červnu 1990 byl zvolen poslancem Slovenské národní rady, v nově sestavené vládě V. Mečiara zastával opět post místopředsedy od 27. června 1990 do 22. dubna 1991.
V 90. letech poté pracoval v soukromých společnostech, působil v obecní samosprávě jako zástupce starosty bratislavské městské části a jako poslanec místního i krajského zastupitelstva.
V roce 1998 mu bylo prezidentem Slovenska Michalem Kováčem propůjčeno státní vyznamenání Řád Ľudovíta Štúra II. třídy.

### Současnost
Věnoval se publicistice. V roce 2009 publikoval dílo Atentát na něžnou revoluci, napsanou formou vzpomínek na události revoluční a porevoluční doby. S analytickým odstupem zde faktograficky poskytuje svědectví přímého účastníka tehdejšího politického dění.
Žije v Bratislavě. Má syna Michala (1986), manželka Edita působí jako speciální a logopedická pedagožka se zaměřením na děti s různými druhy postižení.

## Dílo
- Atentát na nežnú revolúciu, 2009